# دنیل فرانکو (بازیکن فوتبال آرژانتینی)
دنیل فرانکو (انگلیسی: Daniel Franco؛ زادهٔ ۱۵ ژوئیهٔ ۱۹۹۱) بازیکن فوتبال اهل آرژانتین است.
از باشگاه‌هایی که در آن بازی کرده‌است می‌توان به باشگاه فوتبال آرژانتینوس جونیورز اشاره کرد.